# 埃维尔
埃维尔（法語：Évires，法語發音：[eviʁ]）是法国上萨瓦省的一个旧市镇，位于该省中部，属于阿讷西区。2017年1月1日，埃维尔与临近的4个市镇合并为新市镇菲利耶尔（Fillière）。

## 地理
埃维尔（46°2'15"N, 6°13'27"E）面积19.49 平方千米，位于法国奥弗涅-罗讷-阿尔卑斯大区上萨瓦省，该省份为法国东部省份，历史上为薩伏依的一部分，北与瑞士接壤，西接安省，南至萨瓦省，东与瑞士和意大利接壤。
与埃维尔接壤的市镇（或旧市镇、城区）包括：阿尔比西尼、拉沙佩勒朗博、埃托、格鲁瓦西、福龙河畔拉罗什、托朗格利耶尔。

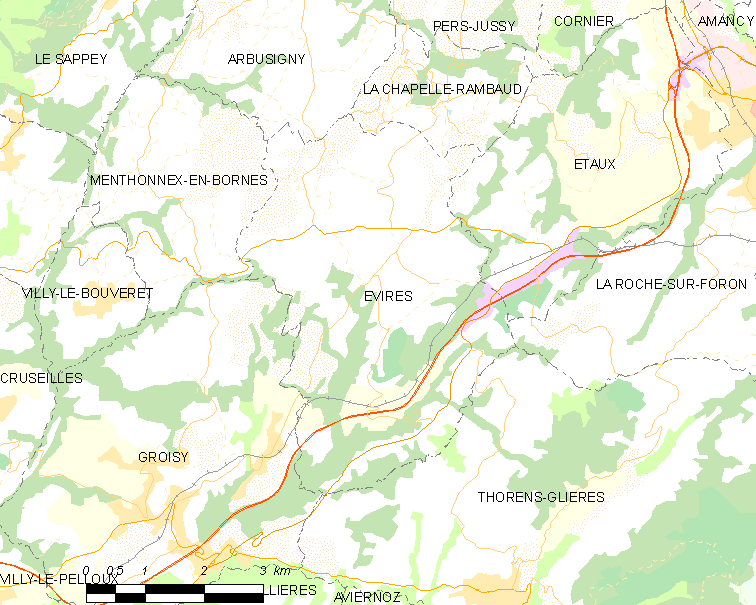
埃维尔的OSM定位图

埃维尔的时区为UTC+01:00、UTC+02:00（夏令时）。

## 行政
埃维尔的邮政编码为74570，INSEE市镇编码为74120。

## 政治
埃维尔所属的省级选区为阿讷西第三县。

## 人口

1962-2008年间埃维尔人口变化图示

埃维尔于2018年1月1日时的人口数量为1456人。